# فاريغ
فاريغ كانت شركة طيران برازيلية أُسست في7 مايو 1927 في ولاية بورتو أليغري ، من قبل أوتو إرنست ماير  وذلك بين عامي 1965 و 1990 كانت فاريغ الشركة الكبرى في البرازيل وكانت شبه الناقل الجوي الوحيد في البلاد، في عام 2005 بدأت الشركة بإعادة هيكلة، في عام 2006 إنفصلت الشركة إلى قسمين هما «فاريغ القديمة» وهي وريث للشركة السابقة والتي اختفت الآن والقسم الثني هو «فاريغ الجديدة» التي هي شركة جديدة وموحدة تعرف باسم خطوط غول الجوية.

## الأسطول
الجدول التالي يبين أسطول «فاريغ القديمة» 

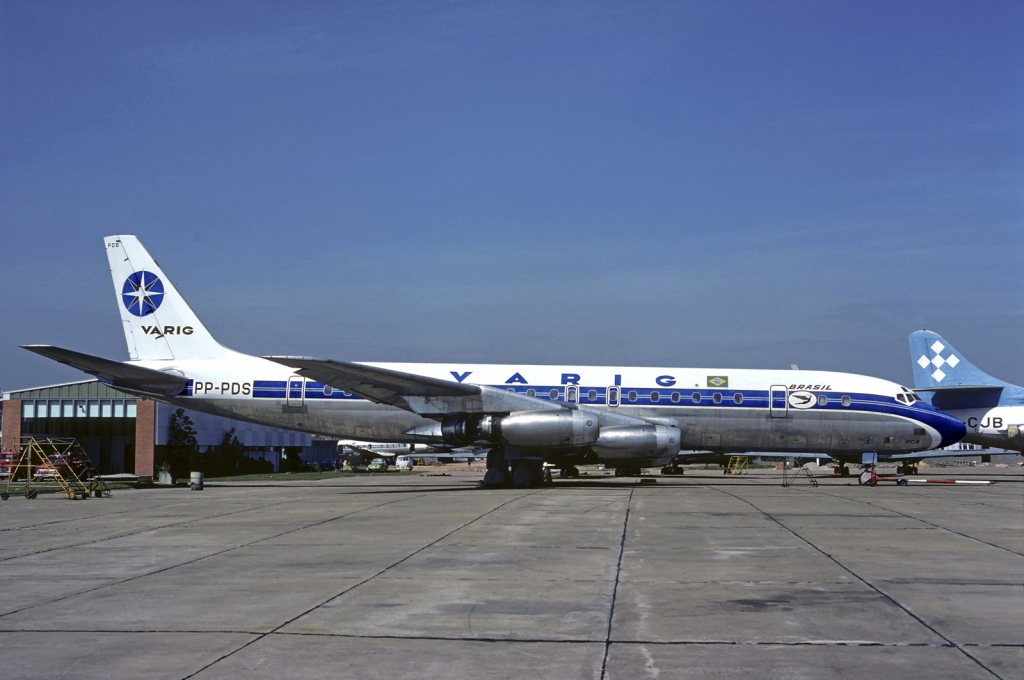
دي سي-8-33 موروثة من بانير البرازيل

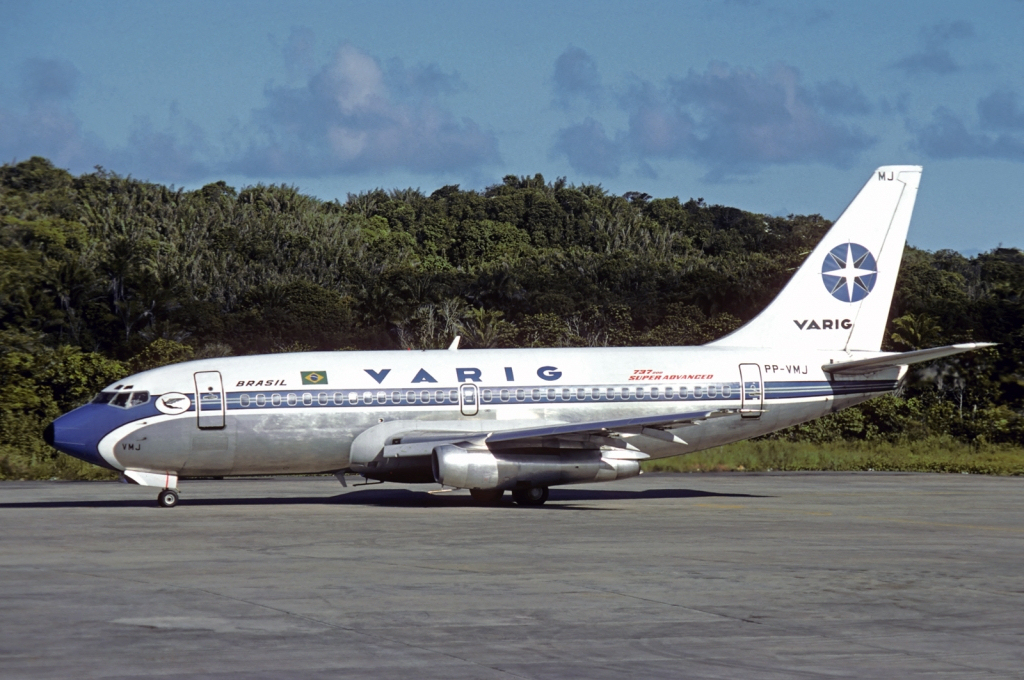
بوينغ 737 في عام 1977

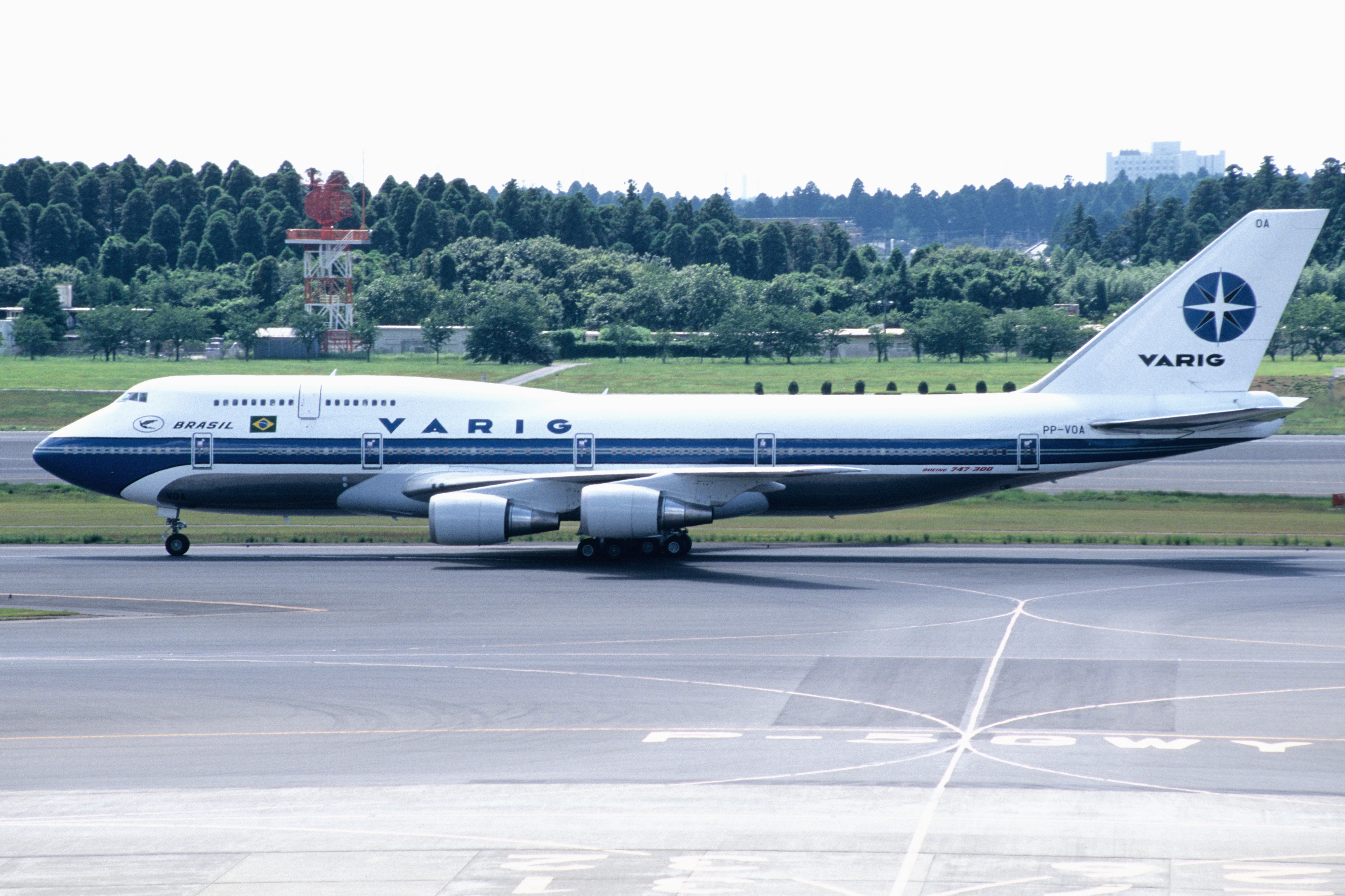
بوينغ 747-300